# Војни аташе
Војни аташе или Изасланик одбране је војно лице, члан дипломатског представништва, које представља и заступа оружане снаге (ОС) своје земље пред ОС друге државе. Поред војног изасланика који представља целокупне ОС, постоје и војни изасланици видова или помоћници војних изасланика за видове, односно поједине секторе делатности (војноекономске и сл.).
У литератури се појављују слични изведени називи за војнодипломатског представника, као што су шеф војне мисије, војни представник у иностранству, војни амбасадор и слично.
Израз „војни изасланик“ који се користи у српској језичкој пракси у ствари је превод израза војни аташе, због чега је заједничка Комисија Државног секретаријата иностраних послова (ДСИП) и Државног секретаријата народне одбране (ДСНО) СФР Југославије, за кодификацију међународног ратног права, 1966. године прихватила назив војни аташе као најадекватнији појму који означава.

## Историјат
Током 18. века, у Француској је избор амбасадора и постављање официра у састав дипломатског представништва прављен из редова генерала. Међутим, 1789. године рађа се идеја да се амбасадори регрутују из цивилних структура, а да се официри упућују на привремену дужност у дипломатско посланство или да се одређују личности за војне задатке. Официри су се практично у дипломатској служби појављивали у две функције: у функцији војног посматрача (привремено акредитован у савезничким командама), који су уз сагласност домаћина присуствовали војним маневрима и вежбама, и у функцији обезбеђења амбасадора (ађутанти).
Већ почетком 19. века у Француској се рађа идеја перманентног присуства војних лица у иностранству. Године 1806. Наполеон упућује капетана Жозефа де Лангранжа у својству другог секретара француске амбасаде у Беч са специфичним наређењем да „мотри покрете и испита јачину аустријских пукова“. Исте године, као део припрема за скори рат са Пруском, Наполеон је поставио у амбасаду у Берлину неколико млађих, најбољих официра да га извештавају о покретима и прикупљању пруских трупа. Де Лангранж је један од првих војних аташеа које је историја забележила.

## Војни аташеи у Србији
У историји српске војнообавештајне службе остаће забележено да је Константин Миловановић, у чину мајора, био први српски војни изасланик, и то у Бечу од 1878. до 1880. године. Дужност у Бечу обављао је и у периоду 1886. до 1890. године.
Убрзо након одласка мајора Миловановића у Беч отварају се нова изасланства. Већ 1881. године у Цариград је упућен мајор Јеврем Велимировић, а 1895. генерал Стеван Пантелић отворио је изасланство у Немачкој. Војна изасланства су у то време била непосредно кабинету министра војног.
Међутим, нису само војни изасланици обављали задатке из надлежности војнодипломатске службе. Било је примера да су војна лица упућивана, односно именована на места у дипломатским представништвима као посланици, конзули, вицеконзули, специјални делегати, аташеи и слично. Пуковник Ђуро Хорватовић, по завршетку Руско-турског рата, од 6. октобра 1878. до 1. октобра 1879, био је на дужности команданта Моравског корпуса, а затим је именован за председника Војнокасационог суда и почасног краљевог ађутанта. У том звању, 24. априла 1881. одређен је за изванредног посланика и опуномоћеног министра на руском двору.
Српска влада је 1890. године именовала капетана Петра Бојовића за конзула у Пљевљима. За Србију је било веома значајно да се у Пљевљима отвори конзулат и да га води војно лице. Изванредни посланик и опуномоћени министар Краљевине Србије на Цетињу у Књажевини Црној Гори од 1897. године био је пуковник Александар Машин.

## Функције војног аташеа
Приоритет у раду сваког изасланства јесте обављање дипломатске функције у области одбране, тј. представљање и заштита интереса министарства одбране и оружаних снага у иностранству. Поред тога, изасланици одбране извештавају о стању у земљи у којој су акредитовани и њеним оружаним снагама, а до тих сазнања долазе искључиво у складу са Бечком конвенцијом о дипломатским односима.

## Личности који су током живота били војни аташеи
- Мустафа Кемал Ататурк, турски официр, државник и револуционар, писац и оснивач Републике Турске, 1913. постављен је за војног аташеа у Софији. Током 1914. године унапређен је у чин потпуковника а дужност завршава у јануару 1915. године.
- Видкун Квислинг, норвешки фашистички лидер, војни аташе Норвешке у Русији – Петроград (1918–1919), и Шведској – Хелсинки (1919–1921), потом министар одбране (1931–1933).
- Драгољуб-Дража Михаиловић, генерал, министар војске, ваздухопловства и морнарице у избегличкој влади Југославије, био је војни аташе у Софији и Прагу.